# Wilhelm Crinius
Wilhelm Crinius, nemški častnik, vojaški pilot in letalski as, * 1. december 1920, Hohenhausen, † 26. april 1997, Stuhr-Fahrenhorst, Spodnja Saška.

## Življenjepis
Wilhelm Crinius se je rodil 1. decembra 1920 v Hohenhausnu v nemški zvezni deželi Lipper Bergland. V Luftwaffe je vstopil januarja 1940 in začel z usposabljanjem za pilota lovskih letal. Februarja 1942 je bil dodeljen v JG 53, ki je imel glavno oporišče na Siciliji. Dodeljen je bil tretji eskadrilji, 3./JG 53, marca in aprila pa je s to enoto nad Sredozemljem v bojih za Malto opravil 60 bojnih nalog. Maja 1942 je bila prva skupina, I./JG 53, kamor je spadala njegova 3./JG 53, premeščena na vzhodno fronto. Sedež enote je bilo mesto Kursk, tam pa je Crinius dosegel tudi svojo prvo zračno zmago, in sicer 9. junija, ko je sestrelil dva sovjetska jurišnika Iljušin Il-2 Šturmovik. 
8. julija je sestrelil dva sovjetska dvomotorna bombnika Douglas DB-7 v bližini Voroneža. Med spopadom je njegovega lovca Messerschmitt Bf 109 F-4 (serijska št. 10 243) zadel ogenj protiletalske obrambe tako, da je bil prisiljen zasilno pristati na nikogaršnjem ozemlju med frontnima črtama, od koder ga je rešila nemška patrulja. Še isti mesec je bila njegova enota preseljena na južni del bojišča, kjer je Crinius 1. avgusta 1942 dosegel svojo 15. zračno zmago. Naslednji uspeh je dosegel 12. avgusta, ko je v enem dnevu sestrelil kar tri sovražna letala in zabeležil zmage od 25.–27.. 27. avgusta je sestrelil svoje 49. letalo, ki je bilo hkrati tisoče letalo, ki so ga sestrelili piloti njegove skupine, I./JG 53. Za svojo 55. zmago je bil 1. septembra povišan v Feldwebla (čin približno primerljiv s činom narednika). 
V avgustu 1942 je Crinius sestrelil 40 sovražnih letal, svoje uspehe pa je nadaljeval tudi v septembru, ko je med 1. in 22. septembrom sestrelil 46 letal. Svojo 100. zmago je dosegel 22. septembra, za kar je bil 23. septembra odlikovan z Viteškim križem s hrastovimi listi (127. prejemnik) in povišan v čin poročnika. 
Novembra 1942 je bil s svojo enoto premeščen v Tunizijo, kjer je dosegel novih 14 zmag, med katerimi je bil tudi njegov edini težki štirimotorni bombnik, ki ga je sestrelil 26. decembra. Svojo 110. zmago je dosegel 4. januarja 1943, 13. januarja pa je bil v spopadu z angleškim Spitfirom v bližini La Calle-a zadet in ranjen v stegno. Crinius se je iz boja umaknil, na poti proti domačemu letališču pa se je motor njegovega Bf 109 G-2 (serijska št. 10805) vžgal, zaradi česar je moral Crinius z njim pristati na morju. V vodi je preživel 24 ur, nato pa so ga našli francoski in arabski ribiči, ki so ga rešili. V zavezniški bolnišnici so mu oskrbeli rane, nato pa je do konca vojne ostal vojni ujetnik.
Wilhelm Crinius je v svoji vojaški karieri dosegel 114 zračnih zmag v okoli 400 bojnih nalogah. 100 zmag je dosegel na vzhodni fronti, 14 (med njimi je bil en štirimotorni bombnik) pa na zahodni fronti. 

## Odlikovanja
- Frontna letalska priponka za lovske pilote:
  - Bronasta (30. marec 1942)
  - Srebrna (29. april 1942)
  - Zlata (18. avgust 1942)
- Železni križec (1939)
  - 2. razred (30. april 1942)
  - 1.razred (25. junij 1942)
- Ehrenpokal der Luftwaffe (9. september 1942)
- Viteški križ železnega križca (23. september 1942)
- Hrastovo listje k viteškemu križu (127. dobitnik) (23. september 1942)